# حسین عظیمی آرانی
حسین عظیمی آرانی (۱۳۲۷ در آران و بیدگل - ۱۸ اردیبهشت ۱۳۸۲ در تهران) اقتصاددان ایرانی بود. عظیمی در اولین سمینار بازسازی اقتصاد ایران پس از جنگ، که در سال ۱۳۶۸ برگزار شد، به صراحت نقایص و اشتباهات فاحش سیاست‌های تعدیل اقتصادی در برنامه اول توسعه را تشریح نموده و به درستی، بحران اقتصادی ناشی از آن را پیش‌بینی کرده بود. وی اعتقاد داشت اقتصاد، از علوم انسانی است، بنابراین تئوری اقتصادی ملی باید بر اساس اقتضائات ملی تدوین شود.

## زندگی
در سال ۱۳۴۴ وارد دوره کارشناسی رشته اقتصاد دانشگاه تهران شد و در سال ۱۳۴۹ دوره کارشناسی ارشد اقتصاد با گرایش توسعه را در همین دانشگاه به پایان رساند. در سال ۱۳۵۹ از کالج لیناسر وابسته به دانشگاه آکسفورد دکترای اقتصاد گرفت. موضوع رساله او «بررسی رابطه رشد اقتصادی، توزیع درآمد با توجه به مسائل ایران» بود. پس از اتمام دوره تحصیلات دکتری در انگلیس، به رغم پیشنهادهای متعدد کاری، خدمت در ایران را ترجیح داد تا از این طریق بتواند در برپایی شرایطی مطلوب در کشور ایفای نقش کند.

## همایش سالانه مرزهای دانش اقتصاد توسعه
هر ساله به مناسبت درگذشت وی همایشی با عنوان «مرزهای دانش اقتصاد توسعه» برگزار می‌گردد که اقتصاددان دیدگاه‌های خود را در چارچوب تعیین‌شده این همایش مطرح می‌کنند.